# HV Delta Sport
Delta Sport is een Nederlandse handbalclub uit het Zeelandse Zierikzee. De club werd opgericht op 29 juni 1969.

## Geschiedenis
In de beginjaren van de handbalvereniging speelde Delta Sport zijn thuiswedstrijden in Goes. Pas in 1972 speelde Delta Sport in Sporthal Onderdak. Hierdoor waren de wedstrijden dichter bij huis.
In het seizoen 1992/93 speelde Delta Sport voor één seizoen op het hoogste niveau in Nederland voor mannen. De club werd op het hoogste niveau laatste met slechts één overwinning. Heden speelt Delta Sport's eerste herenteam onder de naam van HC Zeeland. In de jeugd werkt Delta Sport samen met EOC, een fusieclub van EMM en VSV Olympus. Sinds 2023 heeft Delta Sport geen eerste herenteam meer en bestaat de club enkel nog uit jeugdteams.